# Margaret Brent
Margaret Brent, född 1601, död 1671, var en engelsk markägare i Virginia.  Hon är känd för den politiskt inflytelserika roll hon spelade i Maryland under ett interregnum 1647–1650. 
Hon var dotter till Richard Brent och syster till Giles Brent och Ann Brent. Hennes syster gifte sig med Marylands guvernör Leonard Calvert. När hennes svåger avled 1647, utnämnde han sin svägerska Margaret Brent (som var ogift och därmed myndig) till sin testamentsexekutor med instruktionen att använda hans pengar för kolonins bästa. I denna ställning fick hon kontroll över en stor förmögenhet och hamnade i en position av auktoritet som den lagliga representanten för Lord Baltimore.
Hon framträdde också i Maryland Assembly och krävde att i sin position som testamentsexekutor för Lord Baltimore få en plats i församlingen i enlighet med engelsk lag. Hon avlönade guvernörens garnison och köpte livsmedel för att utfodra den, något som bedömas ha förhindrat myteri och laglöshet under en period när kolonin befann sig i en riskabel situation under det pågående engelska inbördeskriget.
Hennes svågers efterträdare Cecil Calvert, 2:e baron Baltimore, ogillande dock hennes maktposition. Hon flyttade 1650 till Virginia, där hon avslutade sitt liv som plantageägare.